# Flughafen Antsiranana

i7
i11
i13
Der Flughafen Arrachart von Antsiranana (französisch Aéroport Arrachart d’Antsiranana; Malagasy Seranam-piaramanidin’Antsiranana, IATA-Code: DIE, ICAO-Code: FMMA) ist der nationale und internationale Flughafen der nördlichsten Stadt Madagaskars, Antsiranana (frz. und offiziell bis 1975 Diégo-Suarez – daher der IATA-Code DIE) in der Region Diana, deren Hauptort (frz. chef-lieu) sie ist.
Er ist nach Ludovic Arrachart (1897–1933) benannt, einem französischen Luftfahrtpionier, der 1931 den ersten Flug von Frankreich nach Madagaskar durchführte.

## Geschichte
Der Flughafen diente zunächst den französischen (Kolonial-)Streitkräften, für die er auch errichtet worden war. Bis 1973, dem Jahr des Abzugs der Franzosen infolge der Unabhängigkeit Madagaskars 1960, diente ein anderer Flughafen für kommerzielle Flüge; dieser lag in Andrakaka, nordwestlich des Stadtzentrums auf einer Halbinsel, von wo die Innenstadt aber mangels einer Brücke schlecht erreichbar war – und bis heute ist. Obwohl ein Höhenzug, die Montagne des Français, für Starts und Landungen von Großraumflugzeugen in Arrachart als hinderlich betrachtet wird, werden Überlegungen zur Wiederinbetriebnahme des besser anfliegbaren Flughafens Andrakaka mangels Bedarf für große Passagierzahlen im Moment nicht verfolgt.

## Lage und Anbindung
Der Flughafen liegt etwa acht Kilometer südlich des Stadtzentrums am südlichen Stadtrand, an der Nationalstraße RN 6. In die Innenstadt gelangt man mit dem Auto, dem Taxi oder dem Tuk-Tuk. Beherbergungsbetriebe in Flughafennähe sind vorhanden.

## Bedeutung
Trotz seiner strategisch herausgehobenen Lage an der Nordspitze Madagaskars nicht weit von Nosy Be, Mayotte, den Komoren, den Seychellen, La Réunion, Mauritius und der ostafrikanischen Küste gibt es mit Stand 12/2023 nur drei regelmäßige Verbindungen, darunter eine zum Flughafen Antananarivo. Von den Visionen des Touristikzusammenschlusses der Vanille-Inseln (gegründet 2010) und der Luftfahrtallianz Alliance Vanille (gegründet 2015) ist kaum etwas zu spüren.